# HIPPO.WAR
HIPPO.WAR is een bezoekerscentrum in de West-Vlaamse stad Waregem, gelegen aan Holstraat 95.
Het bezoekerscentrum ligt op de tweede verdieping van het Hippodroom Waregem en is een tentoonstelling over de rol van het paard tijdens de Eerste Wereldoorlog. Aangezien het paard toen nog de hoofdrol in de cavalerie vervulde was het van strategisch belang. Tal van voorwerpen en documenten die op het gebruik van het paard in deze oorlog betrekking hebben komen aan bod. Een tweede vleugel is gewijd aan de rol van het Amerikaanse leger, dat een belangrijke rol vervulde bij de bevrijding van Waregem.